# M/S Wasa Express
M/S Wasa Express, sjösatt den 30 januari 1981 som M/S Travemünde, är en kombinerad bil- och passagerarfärja som sedan den 3 november 2021 trafikerar sträckan Almería–Nador.
Den 17 oktober 2012 köpte Umeå och Vasas gemensamma rederibolag NLC Ferry fartyget M/S Betancuria. Fartyget började att trafikera linjen mellan Vasa och Umeå den 1 januari 2013 och ersatte den tidigare färjan M/S RG 1. Fartyget registrerades under finsk flagg och fick det nya namnet Wasa Express, samma namn fartyget hade då det trafikerade sträckan 1997. Fartyget trafikerade linjen fram till augusti 2021 när det ersattes med det för linjen nybyggda fartyget M/S Aurora Botnia.
Innan fartyget sattes i trafik renoverades det för omkring en miljon euro. Wasa Express registrerades inledningsvis för 600 passagerare, trots att det rymmer cirka 1 500 passagerare. Under sommaren 2013 registrerades fartyget om för att kunna ta 800 passagerare.
Fartyget såldes till United Maritime Egypt i Egypten i december 2020 och chartrades sedan ut till Balearia för att sedan gå mellan Almería i Spanien och Nador i Marocko.

## Namnhistoria
Fartyget har haft följande namn:
- M/S Travemünde (1981–1987)
- M/S Travemünde Link (1987–1988)
- M/S Sally Star (1988–1997)
M/S Wasa Express (marknadsföringsnamn 1997)
- M/S Thjelvar (1997–2004)
- M/S Color Traveller (2004–2006)
- M/S Thjelvar (2006–2007)
- M/S Rostock (2007–2010)
- M/S Thjelvar (2010–2011)
- M/S Betancuria (2011–2012)
- M/S Wasa Express (2012-)